# عمر عظمي

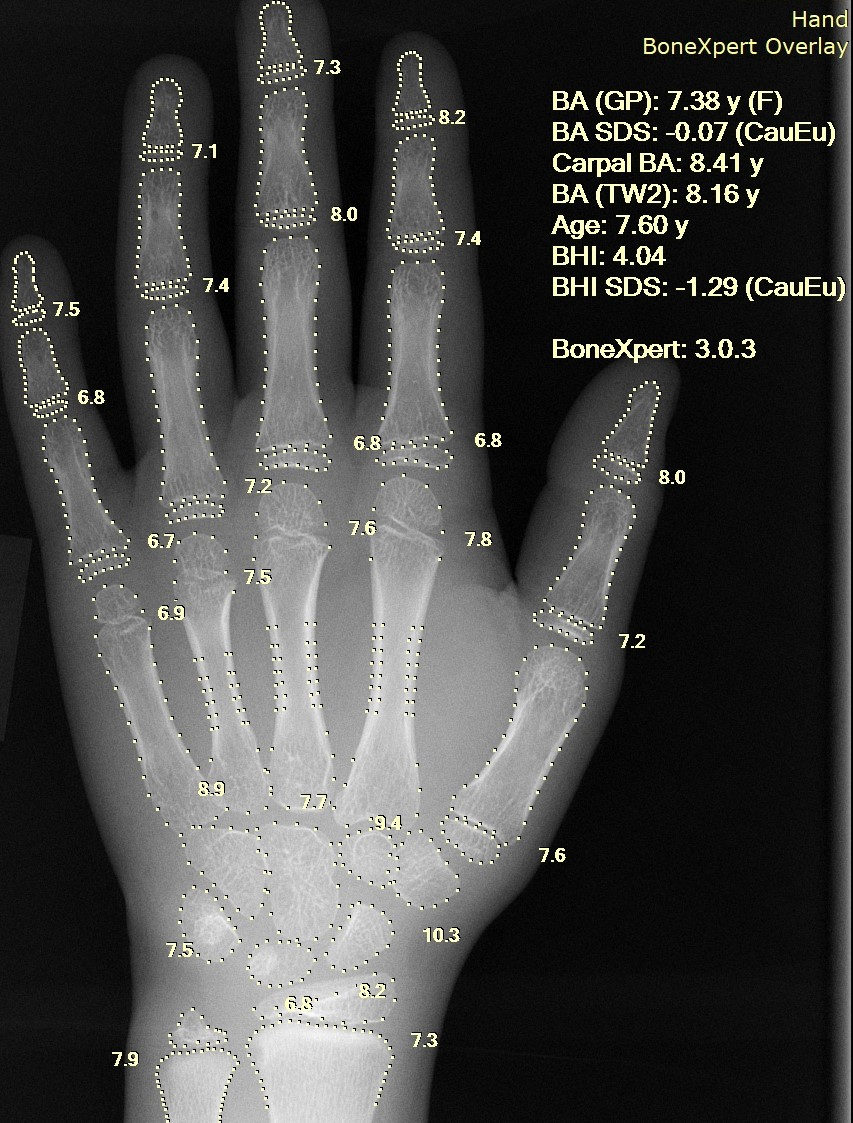

العمر العظمي هو درجة من درجات نضج عظام الأطفال. فأثناء نمو الشخص من الحياة الجنينية عبر مرحلة الطفولة ومرحلة البلوغ وينتهي النمو عند مرحلة الشاب البالغ، تتغير عظام الهيكل العظمي في الحجم والشكل. ويمكن رؤية هذه التغييرات من خلال الأشعة السينية. فالعمر العظمي للطفل هو متوسط العمر عند الأطفال الذين يصلون إلى هذه المرحلة من نضج العظام. ويمكن استخدام طول القامة الحالية والعمر العظمي للطفل للتنبؤ بطول القامة عند بلوغ مرحلة الشباب.
فعند الولادة، توجد فقط كَرَاديس خاصة بـ «العظام الطويلة». فالعظام الطويلة هي تلك التي تنمو أساسًا من خلال الاستطالة في كردوس العظم عند إحدى نهايات العظم المتنامي. وتشمل العظام الطويلة عظام الفخذ وعظام الظنبوب وعظام الشظية في الطرف السفلي وعظام العَضُد وعظام الكعبرة وعظام الزند في الطرف العلوي (الذراع + الساعد) وعظام السُلامي في الأصابع وأصابع القدم. وتضم العظام الطويلة في الساق ما يقرب من نصف طول قامة البالغ. بينما تضم مكونات طول القامة الأساسية الأخرى في الهيكل العظمي، العمود الفقري والجمجمة.
وعند نمو الطفل يتكلس كردوس العظم ويظهر في الأشعة السينية، حيث تتكون عظام الرسغ والكاحل لـ اليد والقدم، وفصلها عن الأشعة السينية من قبل طبقة من الغضروف غير المرئي الذي يحدث فيه معظم النمو. حيث ترتفع مستويات ستيرويد الخاص بالتأثير على الناحية الجنسية خلال مرحلة البلوغ، لتعجيل عملية نضج العظام. وعند اقتراب مرحلة النمو من الانتهاء والوصول إلى طول قامة البالغين، تبدأ العظام في الاقتراب من حجم وشكل العظام لدى البالغين. وتُصبح الأجزاء الغضروفية المتبقية لكردوس العظم رقيقة القوام. ومع ذلك تُمحى هذه المناطق الغضروفية، ويطلق على كردوس العظم المغلق ولا يحدث إطالة إضافية للعظام. وهناك نسبة صغيرة من النمو في العمود الفقري تنتهي بنمو المراهق.
وفي كثير من الأحيان يُنظم خبراء الغدد الصماء في الأطفال العمر العظمي من خلال الأشعة السينية لتقييم الأطفال من حيث النمو المتقدم أو المتأخر والتقدم البدني. ويتم تفسير ذلك من خلال خبراء الإشعاع في طب الأطفال والأطباء الخُبراء في استخدام التصوير الطبي لتشخيص وعلاج الأطفال.

## الأساليب
يعتمد الأسلوب الأكثر استخدامًا على الأشعة السينية الفردية التي تُجرى على اليد اليسرى والأصابع والمعصم. فيسهل إجراء الأشعة السينية على اليد مع الحد الأدنى من الإشعاع الذي يُظهر العديد من العظام في العرض الواحد حيث يتم مقارنة العظام في الأشعة السينية بعظام الأطلس القياسي لجريوليش وبيلي”.
ويعتمد الأسلوب الأكثر تعقيدًا أيضًا على الأشعة السينية الوشيكة وهو أسلوب تانر - وايت هاوس 2.؛ ويعتمد الأطلس على نُضج الرُكبة المُجمعة.
لا تتغير أيدي الأطفال الرُضع كثيرًا في السنة الأولى من العمر، وربما تستخدم الأشعة السينية، إذا كان من المطلوب تحديد العمر العظمي بدقة، للحصول على ما يقرب من نصف الهيكل العظمي (من وجهة نظر هيمسكيلتون Hemiskeleton) لتحديد بعض المناطق مثل الكتفين والحوض مما يؤدي إلى تغير أكثر في فترة الطفولة.

## التنبؤ بطول القامة
أجمعت الإحصائيات على الدلالة على الإشارة إلى نسبة النمو المتبقية لطول القامة في العمر العظمي المحدد. حيث يمكن من خلال الإحصائيات البسيطة، إحصاء طول القامة في البالغين المُتنبأ بها من طول قامة الطفل والعمر العظمي. وتستخدم جداول منفصلة للبنين والبنات بسبب اختلاف الجنس في توقيت سن البلوغ، وتستخدم بنسب مختلفة إلى حد ما للأطفال مع التقدم أو التأخر غير الطبيعي لنضوج العظام. وتُتضمن هذه الجداول وجداول بايلي بينياو (Bayley-Pinneau) كملحق في أطلس جريوليش وبيلي. 
إضافة إلى ذلك تُصبح توقعات طول قامة العمر العظمي أقل دقة في العديد من الظروف التي تحتوي على النمو غير القياسي. فعلى سبيل المثال، يعتبر العمر العظمي في الأطفال الذين وُلدوا لعمر حَملِي قصير والذين لا يزالون قِصارًا بعد الولادة، عبارة عن مؤشر سيئ لطول القامة عند البلوغ.

## التطبيق السريري لقراءات العمر العظمي
لا يُشير تقدم أو تأخر العمر العظمي عادةً إلى المرض أو النمو. وعلى النقيض من ذلك، فقد يكون العمر العظمي طبيعيًا في بعض حالات النمو غير الطبيعية. حيث لا ينضج الأطفال في نفس الوقت بالضبط. ومثلما أن هناك اختلافًا كبيرًا بين البشر الطبيعيين في عُمر فقدان الأسنان أو المعاناة من فترة الحيض الأولى، فربما يتقدم أو يتأخر العمر العظمي للطفل الصحيح لسنة أو سنتين.
ويشيع العمر العظمي المتقدم عندما يكون الطفل قد زاد لديه مستوى هرمون ستيرويد المؤثر على الناحية الجنسية، مثلما هو الحال في البلوغ المبكر أو فَرط تَنَسُّج الكُظر الخلقي. وغالبًا ما يتقدم العمر العظمي بصورة طفيفة مع عُنفوان التكظر المبكر، عندما يُعاني الطفل من زيادة الوزن في سن مبكرة أو عندما يكون الطفل لديه الحثل الشحمي. وربما يُحدث العمر العظمي تقدمًا كبيرًا في متلازمات الإفراط في النمو الوراثي، مثل متلازمة سوتو ومتلازمة بكويث ويدمان ومتلازمة مارشال اسميث.
ويتعرض نضج العظم للتأخر مع تنوع التقدم الطبيعي المسمى بـ تأخر النمو البنيوي، ولكن يرافق التأخر فشل النمو بسبب نقص هرمون النمو وقصور الدرقية.